# 진익철
진익철(陳翼喆, 1951년 12월 9일 울산 ~ )은 대한민국의 정치인이다. 민선5기 서울 서초구청장을 역임했다.

## 학력
- 1951년 12월 9일 울산 출생
- 1965년 방어진동부국민학교 졸업
- 1968년 울산제일중학교 졸업
- 1971년 경남고등학교 졸업
- 1981년 건국대학교 학사
- 1983년 서울대학교 행정대학원 정책학 석사

## 경력
- 1979 제23회 행정고시 합격
- 1980.05 ~ 1989.11 총무처 행정사무관
- 1989.11 ~ 1993.09 서울특별시청 기획관리실 법무담당관
- 1993.09 ~ 1994.12 대통령 비서실 의전담당 행정관
- 1995.01 ~ 1996.03 서울특별시청 내무국 총무과 과장
- 1996.04 ~ 1997.01 대통령 비서실 행정관
- 1997.01 ~ 1997.04 서울특별시청 기획관리실 재정기획관
- 1997.04 ~ 1997.10 서울시정개발연구원 사무국 국장
- 1997.10 ~ 1998.08 서울특별시 시장 비서실 실장
- 1998.09 ~ 2001.07 북경 서울문화무역관 관장
- 2002.07 ~ 2003.01 서울특별시청 문화관광국 국장
- 2003.01 ~ 2003.11 서울특별시청 송파구 부구청장
- 2003.11 ~ 2005.01 서울특별시청 환경국 국장
- 2005.01 ~ 2006.07 미국 콜럼비아대학교 비지니스스쿨 방문연구원
- 2006.07 ~ 2007.01 한강시민공원사업소 소장
- 2007.01 ~ 2007.12 서울특별시청 재무국 국장
- 2009.02 ~ 2010.03 서울산업통상진흥원 북경대표처 수석대표
- 2008.01 ~ 2009.01 서울특별시청 상수도사업본부 본부장
- 2010.07 ~ 2014.06 민선5기 서울특별시 서초구청장
- 한나라당 탈당
- 더불어민주당 입당

## 상훈
- 2008 홍조근정훈장

## 역대 선거 결과
|  | 60.25% |

|  | 14.35% |

## 참고 자료
- (한국어) 서초구청장실